# Garuhapé
Garuhapé è un comune della provincia di Misiones, situato all'interno del dipartimento di Libertador General San Martín. Il nome della città deriva dalla lingua guaraní e significa "pioggia" Con una popolazione di 8 259 abitanti secondo il censimento del 2001 (INDEC), la città si trova sulle rive della Ruta Nacional 12, a 147 km da Posadas, 150 km dalle cascate dell'Iguazú e 1251 km dalla città di Buenos Aires, capitale dell'Argentina. Per quando riguarda l'economia, spicca la produzione di erba mate e agrumi, nonché l'industria del legname. In città è situata la più importante fabbrica di mattoni in ceramica della provincia di Misiones. Per quando riguarda il turismo, è possibile visitare il Complesso Comunale "Gruta India" situato nel Salto 3 de Mayo, sul torrente omonimo, e la "Cueva del Yaguareté".